# Jiří Brožek
Jiří Brožek (* 11. března 1947, Roudnice nad Labem) je český filmový střihač a držitel devíti Českých lvů za nejlepší střih.

## Biografie
Během mládí v rodné Roudnici docházel do hodin houslí k Vladimíru Klárovi, jenž ve městě vytvořil ochotnický operní soubor. Přestože se tomuto oboru v budoucnu již nikdy nevěnoval, zůstala pro něj vážná hudba důležitým zdrojem poznání souvislostí. Své výtvarné cítění tříbil pod vedením tehdejšího ředitele roudnické galerie Miloše Saxla.
Kvůli omezeným možnostem výběru zvolil jako syn geodeta střední zeměměřickou průmyslovou školu. Následně v letech 1967–1973 vystudoval obor filmová a televizní střihová skladba na pražské FAMU (diplomová práce Avantgardní výtvarníci a film, filmy Temná brána noci, Tvrdohlavý Lot a Konfrontace). Mezi jeho pedagogy najdeme jména filmového avantgardisty Jana „Fajfky“ Kučery nebo spisovatele Milana Kundery, mezi spolužáky z jiných kateder absolventy Pražské školy jugoslávského filmu Gorana Paskaljeviće a Rajka Grliće, polskou režisérku Agnieszku Holland nebo dokumentaristku Helenu Třeštíkovou.
V roce 1973 nastoupil do Filmového studia Barrandov, kde působil až do roku 1991. Střihačka Jiřina Lukešová, které asistoval na filmech Televize v Bublicích aneb Bublice v televizi a Na samotě u lesa, jej po svém odchodu do důchodu doporučila jako svého nástupce režisérům Jiřímu Menzelovi a Jaroslavu Papouškovi. Od roku 1976 už Brožek působí jako samostatný střihač, kdy jeho prvním filmem byla komedie Jaroslava Papouška Konečně si rozumíme.
Za svou kariéru sestříhal Jiří Brožek více než 100 celovečerních filmů, desítky televizních inscenací a řadu televizních seriálů. V barrandovské střižně mu prošly pod rukama filmové pásy s díly starší generace režisérů, jako byli Karel Kachyňa (Lásky mezi kapkami deště, Pozor, vizita!, Smrt krásných srnců), Jiří Menzel (Postřižiny, Slavnosti sněženek, Vesničko má středisková), Věra Chytilová (Panelstory, Kalamita, Vlčí bouda), Ladislav Smoljak (Kulový blesk, Vrchní, prchni, Jára Cimrman ležící, spící) nebo Dušan Klein (Jak svět přichází o básníky, Dobří holubi se vracejí, Vážení přátelé, ano), mezi mladší potom patřili Jaroslav Soukup (Záchvěv strachu, Pěsti ve tmě), Karel Smyczek (Sněženky a machři, Krajina s nábytkem) nebo Tomáš Vorel (Pražská 5, Kouř).
V tomto období bydlel na Malé Straně, kde jej na svých snímcích několikrát zachytil fotograf Stanislav Tůma. V 80. letech Jiřího Brožka právě kvůli kontaktům s režimu nepohodlnými umělci sledovala StB v akci pod krycím názvem ČAS I (arch. č. SL-1087 MV).
Po odchodu z Barrandova navázal od 90. let spolupráci s Vladimírem Michálkem (Je třeba zabít Sekala, Anděl Exit, Babí léto), Petrem Nikolaevem (…a bude hůř) nebo Martinem Šulíkem (Klíč k určování trpaslíků, Sluneční stát, Cigán). Se Šulíkem a historikem Janem Lukešem vytvořil projekt mapující československou kinematografii 60. let Zlatá šedesátá. S Václavem Havlem připravil jeho filmový debut Odcházení.
Ze spolupráce s dalšími tvůrci lze uvést filmy Člověk proti zkáze, Něžný barbar, Svědek umírajícího času nebo Vracenky. Sestříhal seriály Krkonošské pohádky (2. a 3. řada), Lekár umierajúceho času, Sanitka nebo Vlak dětství a naděje. V jeho tvorbě najdeme i experimentální filmy, divadelní záznamy, filmový dabing, reklamy aj. (např. znělka 30. ročníku MFF Karlovy Vary z roku 1995).
Je držitelem devíti (z 13 nominací) ocenění Český lev za nejlepší střih filmů Krvavý román (1993), Je třeba zabít Sekala (1998), Anděl Exit (2000), Nuda v Brně (2003), Sluneční stát (2005), Hezké chvilky bez záruky (2006), …a bude hůř (2007), Odcházení (2011) a Špína (2017), dvakrát (ze 4 nominací) získal slovenskou filmovou cenu Slnko v sieti za Nejlepší střih filmů Sluneční stát (2006) a Cigán  (2012) a na 2. ročníku Festivalu české a slovenské filmové veselohry v Novém Městě nad Metují obdržel Cenu Studia mladých Československého rozhlasu za nejpozoruhodnější tvůrčí čin mladého umělce za střih filmu Panelstory (1980). Za film Je třeba zabít Sekala byl nominován na Polskou filmovou cenu Orel.
V roce 2025 mu Jiří Bartoška udělil Cenu prezidenta MFF Karlovy Vary za mimořádný přínos české kinematografii.
Je členem České filmové a televizní akademie (ČFTA) a čestným členem Slovenské filmové a televizní akademie (SFTA).
Má tři děti a dvě vnoučata.

## Filmografie

### Střihač
| Rok  | Film                                                            | Režie                                | Poznámky |
| ---- | --------------------------------------------------------------- | ------------------------------------ | --- |
| 1970 | Konečná                                                         | Jaroslav Soukup                      | studentský film |
| 1970 | Odlévání času                                                   | Dobroslav Zborník                    | studentský dokument |
| 1971 | Příběhy, žerty a všednosti z Rožmberka                          | Jaroslava Vošmiková                  | studentský hraný dokument |
| 1971 | Temná brána noci                                                | Jaroslav Soukup                      | studentský film |
| 1971 | Touha žít tancem                                                | Dobroslav Zborník                    | studentský dokument |
| 1973 | Tvrdohlavý Lot                                                  | Hussein Moussa                       | studentský film |
| 1976 | 72 hodin na tranzitu                                            |                                      | dokument |
| 1976 | Keď poviem Kyjev...                                             | Viera Polakovičová                   | krátkometrážní dokument |
| 1976 | Konečně si rozumíme                                             | Jaroslav Papoušek                    | první samostatný film |
| 1976 | Krásy vod – východní Čechy                                      |                                      | dokument |
| 1976 | Krásy vod – západní Čechy                                       |                                      | dokument |
| 1976 | Nedobrovoľný kúpeľ                                              | Viera Polakovičová                   | krátkometrážní dokument |
| 1976 | Pod slunečnou horou                                             | Karel Bohman                         | krátkometrážní dokument |
| 1976 | Tri šťastné čerešne                                             | Vladimír Kavčiak                     | TV film |
| 1976 | V znamení Merkúra                                               | Viera Polakovičová                   | krátkometrážní dokument |
| 1976 | Záchranáři                                                      |                                      | dokument |
| 1977 | Jablonex                                                        |                                      | dokument |
| 1977 | Krásy vod – severní Čechy                                       |                                      | dokument |
| 1977 | Malér                                                           | Miroslav Dolejší                     | studentský film |
| 1977 | Řeknem si to příští léto                                        | Julius Matula                        | |
| 1977 | Sázka na třináctku                                              | Dušan Klein                          | |
| 1977 | Tichý Američan v Praze                                          | Josef Mach, Štěpán Skalský           | |
| 1978 | Báječní muži s klikou                                           | Jiří Menzel                          | |
| 1978 | Kulový blesk                                                    | Ladislav Smoljak, Zdeněk Podskalský  | |
| 1978 | Past na kachnu                                                  | Karel Kovář                          | |
| 1978 | Střepy pro Evu                                                  | Rudolf Adler                         | |
| 1979 | Drsná Planina                                                   | Jaroslav Soukup                      | |
| 1979 | Kam nikdo nesmí                                                 | Dušan Klein                          | |
| 1979 | Lásky mezi kapkami deště                                        | Karel Kachyňa                        | |
| 1979 | Panelstory aneb Jak se rodí sídliště                            | Věra Chytilová                       | Festival české a slovenské filmové veselohry: Cena Studia mladých Československého rozhlasu                                         |
| 1979 | Zlatí úhoři                                                     | Karel Kachyňa                        | TV film |
| 1979 | Žena pro tři muže                                               | Jaroslav Papoušek                    | |
| 1980 | Cukrová bouda                                                   | Karel Kachyňa                        | |
| 1980 | Kalamita                                                        | Věra Chytilová                       | |
| 1980 | Krkonošské pohádky                                              | Věra Jordánová                       | seriál, 2. řada, 6 dílů |
| 1980 | Nevěsta k zulíbání                                              | Julius Matula                        | |
| 1980 | Postřižiny                                                      | Jiří Menzel                          | |
| 1980 | Romaneto                                                        | Jaroslav Soukup                      | |
| 1980 | Vrchní, prchni                                                  | Ladislav Smoljak                     | |
| 1981 | Dostih                                                          | Jaroslav Soukup                      | |
| 1981 | Chytilová versus Forman                                         | Věra Chytilová                       | dokument (Belgie) |
| 1981 | Jako zajíci                                                     | Karel Smyczek                        | |
| 1981 | Pozor, vizita!                                                  | Karel Kachyňa                        | |
| 1981 | Zakázaný výlet                                                  | Štěpán Skalský                       | |
| 1982 | Brehy nehy                                                      | Fero Fenič                           | TV film |
| 1982 | Dahome                                                          | Magdalena Pivoňková (roz. Příhodová) | studentský film |
| 1982 | Jak svět přichází o básníky                                     | Dušan Klein                          | |
| 1982 | Když rozvod, tak rozvod                                         | Štěpán Skalský                       | |
| 1982 | Plaché příběhy                                                  | kolektiv autorů                      | povídkový film, povídky Rekord (r. Dobroslav Zborník), Vražedný útok (r. Zdeněk Flídr), Modrá chryzantéma (r. Tomáš Tintěra)        |
| 1982 | Poslední vlak                                                   | Julius Matula                        | |
| 1982 | Slaná růže                                                      | Janusz Majewski                      | |
| 1982 | Sněženky a machři                                               | Karel Smyczek                        | |
| 1982 | Vítr v kapse                                                    | Jaroslav Soukup                      | |
| 1983 | Fandy ó Fandy                                                   | Karel Kachyňa                        | |
| 1983 | Jára Cimrman ležící, spící                                      | Ladislav Smoljak                     | |
| 1983 | Lekár umierajúceho času                                         | Miloslav Luther                      | seriál, 5 dílů |
| 1983 | Radikální řez                                                   | Dušan Klein                          | |
| 1983 | Sestřičky                                                       | Karel Kachyňa                        | |
| 1983 | Slavnosti sněženek                                              | Jiří Menzel                          | |
| 1983 | Záchvěv strachu                                                 | Jaroslav Soukup                      | |
| 1984 | 1984 – Rok Orwella                                              | Jiří Sozanský                        | krátkometrážní experimentální film                                                                                                  |
| 1984 | Cesta kolem mé hlavy                                            | Jaroslav Papoušek                    | |
| 1984 | Džusový román                                                   | Fero Fenič                           | |
| 1984 | Jak básníci přicházejí o iluze                                  | Dušan Klein                          | |
| 1984 | Krkonošské pohádky                                              | Věra Jordánová                       | seriál, 3. řada, 7 dílů |
| 1984 | Láska z pasáže                                                  | Jaroslav Soukup                      | |
| 1984 | Rozpuštěný a vypuštěný                                          | Ladislav Smoljak                     | |
| 1984 | Sanitka                                                         | Jiří Adamec                          | seriál, 11 dílů |
| 1984 | Všechno nebo nic                                                | Štěpán Skalský                       | |
| 1984 | Všichni mají talent                                             | Zdeněk Flídr                         | |
| 1985 | Cawdor a Fera                                                   | Jiří Adamec                          | TV film |
| 1985 | Conversation 5, 6 & 8                                           | Richard Balous                       | krátkometrážní experimentální film                                                                                                  |
| 1985 | Duhová kulička                                                  | Karel Kachyňa                        | TV film |
| 1985 | Ladislav Kubík: Zpěv člověka                                    | Eva Marie Bergerová                  | balet |
| 1985 | Tísňové volání                                                  | Miloš Zábranský                      | |
| 1985 | Vesničko má středisková                                         | Jiří Menzel                          | |
| 1985 | Vlak dětství a naděje                                           | Karel Kachyňa                        | seriál, 6 dílů |
| 1985 | Všichni musí být v pyžamu                                       | Jaroslav Papoušek                    | |
| 1986 | Dobré světlo                                                    | Karel Kachyňa                        | |
| 1986 | Kdo se bojí, utíká                                              | Dušan Klein                          | |
| 1986 | Parallel Touches                                                | Richard Balous                       | krátkometrážní experimentální film                                                                                                  |
| 1986 | Krajina s nábytkem                                              | Karel Smyczek                        | |
| 1986 | Pěsti ve tmě                                                    | Jaroslav Soukup                      | |
| 1986 | Smrt krásných srnců                                             | Karel Kachyňa                        | |
| 1986 | Stromboli                                                       | Richard Balous                       | nedokončený experimentální film |
| 1986 | Vlčí bouda                                                      | Věra Chytilová                       | |
| 1987 | Discopříběh                                                     | Jaroslav Soukup                      | |
| 1987 | Jak básníkům chutná život                                       | Dušan Klein                          | |
| 1987 | Když v ráji pršelo                                              | Magdalena Pivoňková                  | |
| 1987 | Moře začíná za vsí                                              | Zdeněk Flídr                         | |
| 1987 | Nejistá sezóna                                                  | Ladislav Smoljak                     | |
| 1987 | Šašek a královna                                                | Věra Chytilová                       | |
| 1988 | Dobří holubi se vracejí                                         | Dušan Klein                          | |
| 1988 | Kamarád do deště                                                | Jaroslav Soukup                      | |
| 1988 | Oznamuje se láskám vašim                                        | Karel Kachyňa                        | |
| 1988 | Pražská 5                                                       | Tomáš Vorel                          | povídkový film, povídky Směr Karlštejn, Bersidejsi, Oldův večírek, Barvy, Na brigádě                                                |
| 1988 | Tichý společník                                                 | Zdeněk Flídr                         | |
| 1989 | Archa bláznů                                                    | Ctibor Turba                         | scénická montáž |
| 1989 | Atrakce švédského zájezdu                                       | Zoran Gospić                         | |
| 1989 | Blázni a děvčátka                                               | Karel Kachyňa                        | |
| 1989 | Člověk proti zkáze                                              | Štěpán Skalský                       | |
| 1989 | Konec starých časů                                              | Jiří Menzel                          | |
| 1989 | Něžný barbar                                                    | Petr Koliha                          | |
| 1989 | Vážení přátelé, ano                                             | Dušan Klein                          | |
| 1990 | Kaleidoscope-Stockholm                                          | Barbora Eriksson (roz. Vodáková)     | dokument (Švédsko) |
| 1990 | Kouř                                                            | Tomáš Vorel                          | |
| 1990 | Poslední motýl                                                  | Karel Kachyňa                        | |
| 1990 | Silnější než já                                                 | Petr Šícha                           | |
| 1990 | Sladké jarní hry                                                | Pavel Aujezdský                      | krátkometrážní film |
| 1990 | Svědek umírajícího času                                         | Miloslav Luther                      | |
| 1990 | Synlig                                                          | Barbora Eriksson (roz. Vodáková)     | 10 krátkometrážních TV filmů (Švédsko)                                                                                              |
| 1990 | Vlaštovka                                                       | kolektiv autorů                      | publicistický pořad, 1 díl (r. Karel Kachyňa)                                                                                       |
| 1990 | Vracenky                                                        | Jan Schmidt                          | |
| 1990 | Zvláštní bytosti                                                | Fero Fenič                           | |
| 1991 | Praha                                                           |                                      | |
| 1991 | Tady vím, proč jsem                                             | Miloslav Šmídmajer                   | dokument |
| 1991 | Žebrácká opera                                                  | Jiří Menzel                          | |
| 1992 | Lepší je být bohatý a zdravý než chudý a nemocný                | Juraj Jakubisko                      | |
| 1992 | Městem chodí Mikuláš                                            | Karel Kachyňa                        | TV film |
| 1993 | Andělské oči                                                    | Dušan Klein                          | |
| 1993 | Faust on a String                                               | Michael Baumbruck                    | krátkometrážní dokument |
| 1993 | Konec básníků v Čechách...                                      | Dušan Klein                          | |
| 1993 | Krvavý román                                                    | Jaroslav Brabec                      | Český lev za nejlepší střih |
| 1993 | Život a neobyčejná dobrodružství vojáka Ivana Čonkina           | Jiří Menzel                          | nominace na Českého lva za nejlepší střih                                                                                           |
| 1994 | Amerika                                                         | Vladimír Michálek                    | |
| 1994 | Měsíční údolí                                                   | Artemio Benki a kolektiv autorů      | povídkový film, povídka Zvláštní příležitost (r. Petr Nikolaev)                                                                     |
| 1994 | Prima sezóna                                                    | Karel Kachyňa                        | seriál, 5 dílů |
| 1994 | Příliš hlučná samota                                            | Věra Caïs                            | |
| 1994 | Situace vlka                                                    | Jan Schmidt, F. A. Brabec            | nedokončený film |
| 1995 | Má je pomsta                                                    | Lordan Zafranović                    | |
| 1995 | Mladí muži poznávají svět                                       | Radim Špaček                         | hraný dokument |
| 1996 | Bubu a Filip                                                    | Milan Šteindler                      | seriál, 6/12 dílů |
| 1996 | Holčičky na život a na smrt                                     | Jaroslav Brabec                      | |
| 1996 | Tři životy Vladimíra Pucholta                                   | Miloslav Šmídmajer, Martin Slunečko  | dokument |
| 1997 | Modré z nebe                                                    | Eva Borušovičová                     | |
| 1997 | Výchova dívek v Čechách                                         | Petr Koliha                          | |
| 1998 | 60                                                              | kolektiv autorů                      | hudební pořad, 1 díl (r. Michal Caban)                                                                                              |
| 1998 | Česká soda                                                      | Fero Fenič                           | střihový film |
| 1998 | Je třeba zabít Sekala                                           | Vladimír Michálek                    | Český lev za nejlepší střih, nominace na Polskou filmovou cenu Orel za nejlepší střih                                               |
| 1999 | Daruj krev                                                      | Jiří Krejčík                         | dokument |
| 1999 | Dnes večer s: Mimozemšťany                                      | kolektiv autorů                      | publicistický pořad, 4 díly Co nás napadá (r. Olga Dabrowská)                                                                       |
| 1999 | Jistota                                                         | Vladimír Michálek                    | krátkometrážní TV film |
| 1999 | Praha očima...                                                  | kolektiv autorů                      | povídkový film, povídky Karty jsou rozdaný... (r. Vladimír Michálek), Obrázky z výletu (r. Martin Šulík), Riziko (r. Artemio Benki) |
| 1999 | Svět bez hranic                                                 | kolektiv autorů                      | dokumentární TV cyklus, díl Kde se rodí bohémové? (r. Olga Dabrowská)                                                               |
| 1999 | Třistatřicettři                                                 | kolektiv autorů                      | publicistický pořad, 3 díly (r. Petr Nikolaev)                                                                                      |
| 2000 | Anděl Exit                                                      | Vladimír Michálek                    | Český lev za nejlepší střih |
| 2000 | Český Robinson                                                  | Dušan Klein                          | třídílný TV film |
| 2000 | Receptář pro dům a zahradu                                      | kolektiv autorů                      | publicistický pořad, 2 díly |
| 2000 | Třistatřicettři                                                 | kolektiv autorů                      | publicistický pořad, 4 díly (r. Petr Nikolaev, Josef Platz)                                                                         |
| 2000 | Vlci ve městě                                                   | Petr Nikolaev                        | TV film |
| 2001 | Babí léto                                                       | Vladimír Michálek                    | nominace na Českého lva za nejlepší střih                                                                                           |
| 2001 | Muž, který vycházel z hrobu                                     | Dušan Klein                          | TV film |
| 2001 | Stříbrná paruka                                                 | Jan Schmidt                          | seriál, 5 dílů |
| 2001 | The Plastic People of the Universe                              | Jana Chytilová                       | dokument |
| 2001 | Třistatřicettři                                                 | kolektiv autorů                      | publicistický pořad, 2 díly (r. Petr Nikolaev)                                                                                      |
| 2001 | Vadí nevadí                                                     | Eva Borušovičová                     | |
| 2002 | Černá slečna, slečna Černá                                      | Petr Nikolaev                        | TV film |
| 2002 | Elixír a Halíbela                                               | Dušan Klein                          | TV film |
| 2002 | Klíč k určování trpaslíků aneb Poslední cesta Lemuela Gullivera | Martin Šulík                         | dokument |
| 2002 | Miláček                                                         | Dušan Klein                          | TV film |
| 2002 | Perníková věž                                                   | Milan Šteindler                      | nominace na Českého lva za nejlepší střih                                                                                           |
| 2003 | Krysař                                                          | F. A. Brabec                         | |
| 2003 | Městečko aneb Sláva vítězům, čest poraženým                     | Jan Kraus                            | |
| 2003 | Nuda v Brně                                                     | Vladimír Morávek                     | Český lev za nejlepší střih |
| 2003 | Záchranáři                                                      | Vladimír Michálek                    | seriál, 6 dílů |
| 2004 | Aristokrat                                                      | Jan Brichcín                         | dokument |
| 2004 | Lovec a Datel                                                   | Vladimír Michálek                    | TV film |
| 2004 | Pískovna                                                        | Vladimír Michálek                    | TV film |
| 2005 | Eden                                                            | Petr Nikolaev, Jiří Chlumský         | seriál, díly Zlatá karta, Bruslaři, Most do Orientu (r. Petr Nikolaev)                                                              |
| 2005 | Hrubeš a Mareš jsou kamarádi do deště                           | Vladimír Morávek                     | |
| 2005 | Portréty                                                        | kolektiv autorů                      | dokumentární TV cyklus, díl Ivan Wernisch, básník (r. Jana Chytilová)                                                               |
| 2005 | Sluneční stát aneb hrdinové dělnické třídy                      | Martin Šulík                         | Český lev za nejlepší střih, Slnko v sieti za nejlepší střih                                                                        |
| 2005 | Václav Boštík                                                   | Josef Platz                          | dokument |
| 2006 | Hezké chvilky bez záruky                                        | Věra Chytilová                       | Český lev za nejlepší střih |
| 2006 | Obsluhoval jsem anglického krále                                | Jiří Menzel                          | nominace na Českého lva za nejlepší střih                                                                                           |
| 2007 | …a bude hůř                                                     | Petr Nikolaev                        | Český lev za nejlepší střih |
| 2008 | O rodičích a dětech                                             | Vladimír Michálek                    | |
| 2008 | Proč bychom se netopili                                         | Petr Nikolaev                        | seriál, 10 dílů |
| 2008 | Zlatá šedesátá                                                  | Martin Šulík                         | dokumentární TV cyklus, 1. řada, 26 dílů                                                                                            |
| 2009 | Klub osamělých srdcí                                            | Petr Nikolaev                        | TV film |
| 2009 | Operace Dunaj                                                   | Jacek Glomb                          | |
| 2010 | 25 ze šedesátých aneb Československá nová vlna                  | Martin Šulík                         | dvoudílný dokument, nominace na Slnko v sieti za nejlepší střih                                                                     |
| 2010 | Cizí příběh                                                     | Juraj Deák                           | TV film |
| 2010 | Jarmareční bouda                                                | Pavel Dražan                         | |
| 2011 | Cigán                                                           | Martin Šulík                         | Slnko v sieti za nejlepší střih |
| 2011 | Odcházení                                                       | Václav Havel                         | Český lev za nejlepší střih |
| 2011 | Tajemství staré bambitky                                        | Ivo Macharáček                       | TV film |
| 2012 | Národnost v pubertě                                             | kolektiv autorů                      | dokumentární TV cyklus, díl Rihla (r. Tereza Engelová)                                                                              |
| 2012 | Nevinné lži                                                     | kolektiv autorů                      | TV cyklus, 1. řada, 2. díl Lež má rozbité auto (r. Vojtěch Kotek)                                                                   |
| 2012 | Tvoje slza, můj déšť: Přítomnost Arnošta Lustiga                | Eva Lustigová                        | dokument |
| 2013 | Co v detektivce nebylo                                          | Jaroslav Brabec                      | TV film |
| 2013 | Donšajni                                                        | Jiří Menzel                          | |
| 2013 | Chvilková slabost                                               | Jaroslav Brabec                      | TV film |
| 2013 | Kovář z Podlesí                                                 | Pavel Göbl                           | |
| 2013 | Po Jantarové stezce                                             | Jana Chytilová                       | dokument |
| 2013 | Slečna Flintová                                                 | Jaroslav Brabec                      | TV film |
| 2014 | Československý filmový zázrak                                   | Martin Šulík                         | dokumentární TV cyklus, 15 dílů |
| 2014 | MY 2                                                            | Slobodanka Raduň                     | |
| 2014 | Nevinné lži                                                     | kolektiv autorů                      | TV cyklus, 2. řada, 4. díl Moje pravda (r. Jitka Rudolfová)                                                                         |
| 2014 | Zlatá šedesátá                                                  | kolektiv autorů                      | dokumentární TV cyklus, 2. řada, 5 dílů Peter Solan, František Vláčil, Štefan Uher, Elo Havetta, Jiří Krejčík (r. Martin Šulík)     |
| 2015 | Život je život                                                  | Milan Cieslar                        | |
| 2016 | Decibely lásky                                                  | Miloslav Halík                       | |
| 2016 | Jak se zbavit nevěsty                                           | Tomáš Svoboda                        | |
| 2016 | Tenkrát v ráji                                                  | Petr Pálka, Daniel Krzywoň           | |
| 2017 | České komorní zlato                                             | kolektiv autorů                      | dokumentární TV cyklus, díl Guarneri trio Prague (r. Markéta Ekrt Válková)                                                          |
| 2017 | Špína                                                           | Tereza Nvotová                       | Český lev za nejlepší střih, nominace na Slnko v sieti za nejlepší střih                                                            |
| 2018 | GEN – Galerie elity národa                                      | kolektiv autorů                      | dokumentární TV cyklus, díl Jaromír Šofr (r. Radomír Šofr)                                                                          |
| 2018 | Pasažéři                                                        | Jana Boršková                        | dokument |
| 2019 | Cena za štěstí                                                  | Olga Dabrowská                       | |
| 2019 | Jaroslav Kučera Zblízka                                         | Jakub Felcman, Tomáš Michálek        | dokument |

### Spolupráce
| Rok  | Film                                         | Režie                     | Poznámky                                 |
| ---- | -------------------------------------------- | ------------------------- | ---------------------------------------- |
| 1974 | Televize v Bublicích aneb Bublice v televizi | Jaroslav Papoušek         | střihová asistence (Jiřina Lukešová)     |
| 1976 | Na samotě u lesa                             | Jiří Menzel               | střihová asistence (Jiřina Lukešová)     |
| 1989 | Vojtěch, řečený sirotek                      | Zdeněk Tyc                | střihová supervize (Boris Machytka)      |
| 1993 | Krvavý román                                 | Jaroslav Brabec           | scenáristická a dramaturgická spolupráce |
| 1994 | Příliš hlučná samota                         | Věra Caïs                 | výtvarná spolupráce, návrh titulků       |
| 2003 | Bezesné noci                                 | David Čálek, Radim Špaček | střihová spolupráce                      |
| 2012 | Policejní historky                           | Pavel Dražan              | střihová spolupráce                      |

### Herec
| Rok  | Film                 | Režie             | Role                              |
| ---- | -------------------- | ----------------- | --------------------------------- |
| 1976 | Konečně si rozumíme  | Jaroslav Papoušek | muž u telefonní budky             |
| 1976 | Na samotě u lesa     | Jiří Menzel       | smuteční host na pohřbu           |
| 1989 | Čas sluhů            | Irena Pavlásková  | Pražák, Milanův kolega v práci    |
| 1991 | Corpus Delicti       | Irena Pavlásková  | Vikin přítel                      |
| 1993 | Krvavý román         | Jaroslav Brabec   | zákazník odcházející z nevěstince |
| 1994 | Příliš hlučná samota | Věra Caïs         | imaginární postava                |

### Účinkující
| Rok  | Pořad                                                 | Režie              | Poznámky            |
| ---- | ----------------------------------------------------- | ------------------ | ------------------- |
| 1991 | Tady vím, proč jsem                                   | Miloslav Šmídmajer | dokument            |
| 2017 | Letopis: Jiří Brožek                                  | Jindřich Andrš     | studentský dokument |
| 2019 | Komunismus a síť, aneb Konec zastupitelské demokracie | Karel Vachek       | čtyřdílný dokument  |
| 2023 | Kouzelný kopec                                        | Roman Vávra        | dokument            |